# Pilar Rodríguez
Pilar Rodríguez Birrell, est une journaliste et animatrice de télévision chilienne.

## Télévision

### Émission
- Aqui en vivo (Mega)
- 1998 : Meganoticias (Mega) : Présentatrice
- Informe Semanal (TVE)
- 2002 : Testigo (Canal 13) : Présentatrice
- 2003 : Secretos de la historia (Canal 13) : Présentatrice
- 2011 : Contacto (Canal 13) : Présentatrice
- 2012 : Teletrece (Canal 13) : Éditrice de reportages